# Harry Adams
Harry Lester Adams (Medway, Massachusetts, 1 d'octubre de 1880 - Oakland, Califòrnia, 12 d'agost de 1968) va ser un tirador estatunidenc que va competir a començaments del segle xx.
El 1912 va prendre part en els Jocs Olímpics d'Estocolm, on va disputar quatre proves del programa de tir. Guanyà la medalla d'or en la prova de rifle militar per equips, fou dotzè en rifle lliure, 600 metres i rifle militar, 3 posicions i vint-i-vuitè en rifle lliure, 300 metres tres posicions.
Vuit anys més tard, un cop finalitzada la Primera Guerra Mundial, va prendre part en els Jocs d'Anvers, on disputà la prova de rifle militar, 300 metres, bocaterrosa del programa de tir.